# Faust (Einheit)
Faust respektive Faustbreit bezeichnet ein  Längenmaß, das sich an der Breite der geballten Faust orientiert. Es entspricht etwa handbreit (die Faust ist etwas breiter als die Handfläche der aufgespannten Hand) und beträgt etwa 10 cm.

## Pferdemaß
Die  Faust war ein altösterreichisches Längenmaß und diente zur Messung der Größe eines Pferdes. Im ungarischen Pest wird das k.u.k. Maß auch Marok genannt, und gleich geteilt. Man nennt das Maß nach seiner Verwendung auch Pferdemaß.
- 1 Faust = 4 Wiener Zoll = 16 Strich ≈ 10,537 Zentimeter[3] (1 Wiener Zoll = 2,634 cm).[4]

Dem Maß entspricht das englische Hands (bzw. „hands high“).

## Die Faust als Winkelmaß

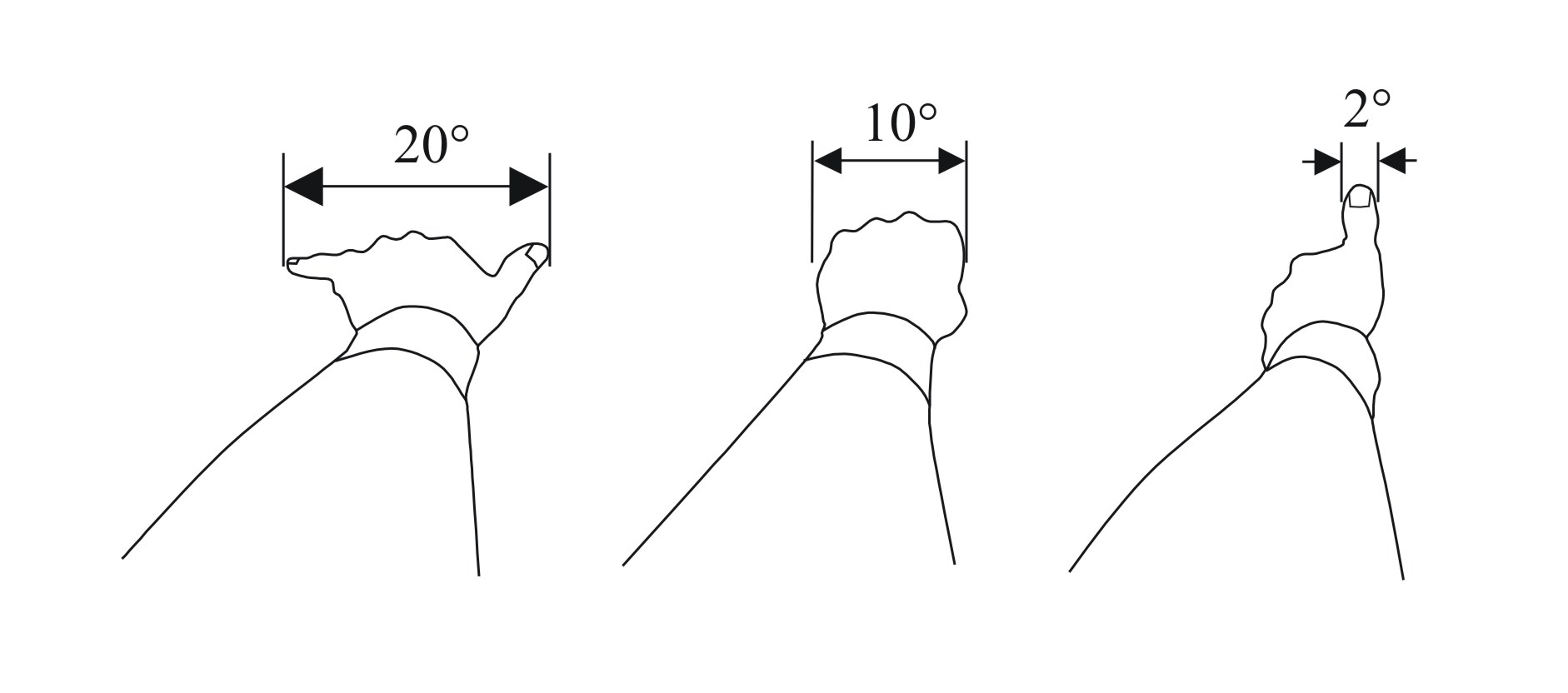
Schätzung von Winkeln über den ausgestreckten Arm: Spanne, Faust, Finger

Die geballte Faust ist auch ein nützliches Maß für die Schätzung von Winkeln. Bei ausgestrecktem Arm markieren die Fingerknochen etwa 3, 5 und 8°.
Siehe auch: Daumensprung – hier wird aber die Breite der gekrümmten Finger verwendet (Faust entlang das Armes gesehen)

## Weitere Verwendung
Aus manchen islamischen Schulen ist die „Faustlänge“ bekannt, als die kürzeste Länge, auf die der Bart gestutzt werden darf.